# Prædikestolsparagraffen
Prædikestolsparagraffen (tysk: Kanzelparagraph) var 1871-1953 en paragraf i den tyske straffelov Reichsstrafgesetzbuch.

## Historie

### Tyske kejserrige
Under kulturkampen gik kejserdømmet under ledelse af Otto von Bismarck mod præster, som i deres prædikener kommenterede politiske hændelser. Dette såkaldte "prædikestolsmisbrug" blev forbudt i en ny § 130a, som blev optaget i straffeloven den 10. december 1871:
| Citat | En gejstlig eller anden religionstjener, som ved udøvelsen af eller som følge af udøvelsen af sit erhverv offentligt foran en menneskemængde, eller i en kirke eller et andet sted som anvendes til religiøse forsamlinger, omtaler statslige anliggender på en måde som truer den offentlige ro i forbindelse med en forkyndelse eller anden ytring, bliver straffet med fængsel eller hæfte i indtil to år. | Citat |
|       | |       |

En udvidelse fra 26. februar 1876 udvidede paragraffen til også at omfatte omdeling af skrifter:
| Citat | Samme straf rammer den gejstlige eller anden religionstjener, som ved udøvelsen af eller som følge af udøvelsen af sit erhverv udgiver eller omdeler skrifter hvor statslige anliggender behandles på en måde som truer den offentlige ro i forbindelse med forkyndelse eller anden ytring. | Citat |
|       | |       |

Efterfølgende kom det som følge af denne straffelovsbestemmelse også til politisk motiverede fængselsstraffe mod katolske gejstlige såsom Mieczysław Graf Halka-Ledóchowski, den elskede ærkebiskop af Posen. Han blev idømt maksimumstraffen på to år.

### Det Tredje Rige
I Det Tredje Rige blev f.eks. Pater Rupert Mayer dømt efter denne bestemmelse. På grund af sine regeringskritiske ord fik han forbud mod at præsike. I juni erklærede Mayer på skrift til Gestapo:
| Citat | Jeg erklærer, at jeg i tilfælde af min løsladelse, trods det mod mig indførte prædikeforbud, som hidtil vil prædike ud fra grundlæggende overvejelser. Jeg vil også fortsat prædike på den af mig hidtil udøvede måde selv hvis de statslige myndigheder, politi og domstole skulle erklære mine taler fra prædikestolen for strafbare og misbrug af prædikestolen. | Citat |
|       | |       |

I 1942 blev den katolske præst Bernhard Lichtenberg idømt to års fængsel for prædikestolsmisbrug og overtrædelser af lumskhedsloven (Heimtückegesetz), fordi han offentligt havde bedt for jøder og fanger i koncentrationslejre:
| Citat | I huse i Berlin bliver der anonymt omdelt et hetzblad mod jøder. Heri hævdes, at enhver tysker, som af angiveligt misforstået sentimentalitet hjælper jøderne på en eller anden måde, om så blot ved venlig imødekommenhed, udøver forræderi mod sit folk. Lad jer ikke føre på afveje af denne ukristelige tankegang, men følge i stedet det strenge bud fra Jesus Kristus: Du skal elske din næste som dig selv! | Citat |
|       | |       |

### Forbundsrepublikken
I forbundsrepublikken Tyskland blev paragraffen først ophævet ved den 3. ændringslov til straffeloven af 4. august 1953.

## Eksterne kilder
- Den katolske kirkes modstand Arkiveret 7. oktober 2011 hos  Wayback Machine